# Ramon Menezes Roma
Ramon Menezes Roma (Feira de Santana, 3 maggio 1995) è un calciatore brasiliano, difensore del Sport Recife.

## Caratteristiche tecniche
È un difensore centrale.

## Carriera
Cresciuto nelle giovanili del Bahia de Feira, ha esordito il 6 febbraio 2013 in occasione del match del Campionato Baiano perso 2-1 contro il Jacuipense.

## Palmarès
- Campionato Goiano: 1

Atl. Goianiense: 2022
- Campionato Cearense: 2

Ceará: 2024, 2025